# Ozzy Trapilo
Ozzy Trapilo (Norwell, 17 ottobre 2001) è un giocatore di football americano statunitense che milita nel ruolo di offensive tackle per i Chicago Bears della National Football League (NFL).

## Carriera universitaria
Dopo non avere disputato nessuna partita nela sua prima stagione al Boston College, Trapilo disputò 32 partite, di cui 24 come titolare, tra il 2021 e il 2023. Nel 2023 fu inserito nella seconda formazione ideale dell’Atlantic Coast Conference (ACC). Per la sua prestazione contro North Carolina nel tredicesimo turno della stagione 2024 fu nominato miglior offensive lineman della settimana della ACC. A fine stagione fu inserito nella formazione ideale della ACC.

## Carriera professionistica

### Chicago Bears
Trapilo fu scelto nel corso del secondo giro (55º assoluto) del Draft NFL 2025 dai Chicago Bears.